# Дугоноса кечига
Дугоноса кечига (лат. Acipenser ruthenus) је слатководна риба која уместо крљушти по телу има кошчате плочице, а припада породици Acipenseridae.

## Опште карактеристике
- Латински назив:
- Локални називи: носвица, носатица
- Макс. дужина: до 1 м.
- Макс. маса: до 9 кг.
- Време мреста: од марта до јуна

## Опис и грађа
Кечига дугоноса се од других риба из породице јесетри лако разликује по величини и по издуженом носу (па је зато зову и носвица), дугачким ресастим брковима, бочним плочицама и дводелној доњој вилици. Уместо крљушти по телу има кошчате плочице распоређене у пет редова, од којих један заузима средину леђа, два су на боковима и два на ивици трбуха. На телу има 12 до 17 оштрих леђних плочица, 58 до 70 бочних и 12 до 18 трбушних. Боја тела јој зависи од места боравка и креће се од жуте до тамносмеђе. Леђа су јој обично сивосмеђа или тамносмеђа, стомак жућкастобео, а пераја сива.

## Навике, станиште, распрострањеност
Кечига дугоноса живи у низијским водама црноморског слива, у рекама које се уливају у Каспијско море, Црно море и Азовско море, као и у рекама које се уливају у Ладога језеро и Онега језеро. Насељава све реке европске Русије и Сибира. Њена станишта се налазе на најдубљим местима реке, обично на 18 до 20 цм од дна, а понекад и на самом дну. 
Пред смирај дана и ноћу одлази у плићаке, на травнати део при обали, где претражује сва удубљења и рупе у потрази за храном. За живот јој је неопходна чиста, незагађена водена средина, воли каменито и пешчано дно, чисту, прохладну и прилично брзу воду. 
Једини представник је јесетри - род Acipenser - који непрекидно живи у слаткој води и која цео живот проведе само у рекама. Храни се воденим организмима са дна. Одрасле рибе се хране животињама дна и икром других риба. Ноћу, прилазе обалама где хватају инсекте који падају у воду, а за то морају да се окрену на леђа, јер су им уста са доње стране тела. 
У Србији обитава у рекама - Дунав, Сава, Тиса, и Велика Морава.

## Размножавање
Кечига дугоноса зиму преживљава у потпуном миру у већим дубинама доњих токова река. У току пролећа сели се узводно ради парења. Од марта до јуна, женке положе од 11.000 до 140.000 јајашаца у песковитом или шљунковитом дну на дубини од 3 до 4 м. У првих девет година што је женка старија, то више јајашца положи. Након тог узраста број јајашца опада. Након оплодње женке напуштају гнездо, док мужјак остаје, настављајући да се пари са другим женкама. Након излегања млади се под утицајем струјања реке сели ка ушћу, где се храни главоношцима.